# 宋子纯
宋子纯（1882年—1967年），河北邯郸人，中华人民共和国政治人物。
担任民主建国会、山西省工商联主任委员。1954年，当选第一届全国人民代表大会代表。